# Tetrapyrgos
Tetrapyrgos es un género de hongos en la familia Marasmiaceae. El género posee una amplia distribución y contiene 16 especies.

## Especies
- T. aequatorialis
- T. alba
- T. atrocyanea
- T. austrochilensis
- T. dendrophora
- T. diplocystis
- T. goniospora
- T. nigripes
- T. olivaceonigra
- T. peullensis
- T. reducta
- T. simulans
- T. stipitata
- T. subcinerea
- T. subdendrophora
- T. tropicalis